# Jhalawar
Jhalawar est une ville du district de Jhalawar, dans l’État du Rajasthan, en Inde.

## Démographie
Au recensement de 2011, Jhalawar compte une population totale de 66 919, dont 34 765 hommes et 32 154 femmes, soit 13 595 ménages. La population dans le groupe d'âge de 0 à 6 ans est de 8 919.
Le nombre total d'instruit à Jhalawar est de 48 145, ce qui représente 72% de la population avec un taux d'alphabétisation des hommes de 77,9% et un taux de 65,5% chez les femmes.